# Jakub Mustafa Baranowski
Jakub Mustafa Tuhan Murza Baranowski (lata życia nieznane) – muzułmanin, Tatar litewski, pułkownik wojsk litewskich, generał porucznik wojsk rosyjskich.

## Życiorys
Jakub Baranowski pochodził z możnego tatarskiego rodu Baranowiczów herbu Tuchan, osiadłego w powiecie grodzeńskim na Litwie, był synem Janusza. Jego przodkowie wywodzili się z dagestańskich książat (mirzów) tatarskich. Żonaty z Heleną Buczacką. Z tego związku synowie Jakub i Józef, którzy wylegitymowali się ze szlachectwa w 1848 i 1854.
Jakub Baranowski poświęcił się karierze wojskowej, w 1778 był chorążym w Pułku Straży Przedniej Wielkiego Księstwa Litewskiego. W 1792 walczył w wojnie polsko-rosyjskiej, jako podpułkownik III pułku straży Michała Zabiełły, pod dowództwem Antoniego Chlewińskiego. W 1794 został mianowany pułkownikiem i przejął dowodzenie nad macierzystym pułkiem.
Podczas insurekcji kościuszkowskiej pozostał wierny hetmanowi Kossakowskiemu, przepuścił bez walki wojska rosyjskie. Po aresztowaniu i straceniu Kossakowskiego przez władze powstańcze (25 kwietnia w Wilnie), został uwięziony i przesłuchany przez swojego dawnego dowódcę Antoniego Chlewińskiego. 12 maja sprawa płk.Baranowskiego decyzją Rady Najwyższej Rządowej Litewskiej została skierowana do rozpatrzenia przez sąd subordynacyjny.

Po rozbiorach Rzeczypospolitej, kontynuował karierę w wojskach rosyjskich. Od 9 kwietnia 1797 był dowódcą tatarskiego pułku ułanów wojsk rosyjskich.
5 listopada 1800 z powodu choroby został zwolniony ze służby w stopniu generała porucznika.